# Венерн
Вижте пояснителната страница за други значения на Венерн.
Венерн (на шведски: Vänern) е най-голямото езеро в Швеция (ленове Вермланд и Вестра Йоталанд) и трето по големина в Европа, след Ладожкото и Онежкото езера. Площ 5519,1 km², обем 153 km³, средна дълбочина 27 m, максимална 106 m.

## Географско характеристика

### Географски показатели
Езерото Венерн е разположено в югозападната част на Швеция, съответно северния бряг в южната част на лен Вермланд, а западния, южния и югоизточния – в северната част на лен Вестра Йоталанд, на 44 m н.в. Има удължена форма с дължина от североизток на югозапад 140 km и максимална ширина от северозапад на югоизток 80 km (в северната част). То заема тектонска падина – грабен, удълбана от плейстоценските ледници и ограничена на отделни участъци с разломи и навлаци. Бреговете му с дължина 1790 km са предимно ниски, силно разчленени. Полуостров Вермландснес (Värmlandsnäs) разделя езерото на две части. Западната се нарича Далбошьо (Dalbosjö) с бряг основно в историческата област Далсланд, а северната и североизточната – Вермландшьон (Värmlandsjön, Вермландското езеро), защото голяма част от брега е в пределите на лен Вермланд. В езерото са разположени множество острови, като най-големите са Коландсьо, Торсьо, Бромо, Лурьо. Средната дълбочина на Венерн е 27 m, а максималната – 106 m, разположена в северната му част.

### Водосборен басейн
Водосборният басейн на Венерн е с площ около 48 хил.km², като по-голямата част е в Швеция (около 80%), а останалата – в Норвегия. В него се вливат над 30 реки, като най-големите са Бюелвен (от запад), Норселвен и Кларелвен (от север), Летелвен (от североизток), Тидан (от югоизток), Лидан и Носан (от юг). От югозападния му ъгъл, при град Венершбори изтича река Гьотаелвен, вливаща се в протока Категат на Балтийско море.
Границите на водосборния басейн на езерото Венерн са следните:
- на запад – с водосборните басейни на реките Глома, Стейнселва и други по-малки, вливащи се в протока Скагерак на Северно море;
- на североизток и юг – с водосборните басейни на реките Далелвен, Нисан, Етран, Вискан и други, вливащи се в Балтийско море;
- на изток – с водосборните басейни на езерата Меларен, Йелмарен и Ветерн, оттичащи се в Балтийско море.

### Хидроложки показатели
Езерото Венерн е разположено на 44 m н.в. Колебанията на водното му ниво през годината са незначителни и плавни, вследствие на различното пълноводие на вливащите се в него реки от север (през лятото) и от юг (през пролетта), а също и поради изградената преградна стена при изтичането на река Тьотаелвен от него. Езерото замръзва през декември или януари, а се размразява в края на април, но по принцип ледената покривка е неустойчива и тънка.

## Стопанско значение
Архипелагът Дюро около едноименния остров в най-тясната част на езерото е със статус на национален парк. Планинският масив Кинекюле на югоизточния бряг привлича много туристи. Венерн се явява част от вътрешния воден път на Швеция, съединяващ столицата Стокхолм на изток и Гьотеборг на запад чрез плавателния Гьота канал и система от езера. Осъществява се транспортно и туристическо корабоплаване.

## История
До VI век населението южно от езерото Венерн е малобройно, разполага с богати златни съкровища и поддържа връзки с германските държави в континентална Европа. Същевременно северно от езерото гъстотата на населението е висока, но няма доказателства за неговото благосъстояние.
Карлстад е първият град във Вермланд, получил статута на Кралски град на 5 март 1584 от дук Карл (впоследствие крал Карл IX), чието име носи. Други големи градове по крайбрежието са Мариестад, Кристинехамн, Лидшьопинг, Венершбори, Омол.

## Биоразнообразие
Венерн е обитавано от разнообразни видове риби. Въпреки че има масивна кампания за съхранение на биоразнообразието чрез ограничаване на риболова и запазване на околната среда, все още е разрешен спортният риболов от брега на езерото или от лодки (с известни ограничения – максимум до три едри риби на човек за ден). Търговският риболов изисква официално разрешение.
Една от най-разпространените риби е европейската корюшка (Osmerus eperlanus, (Linnaeus, 1758)) – със средна гъстота от 2600 екземпляра на хектар. Вторият често срещащ се вид е рипусът (Coregonus albula) с гъстота около 200 – 300 екземпляра на хектар. Тези два вида са доминантни за източен Далбошьо.
Самият риболов е важна част от индустрията на градовете около Венерн. През 2001, от езерото са извадени 165 тона рипус (Coregonus albula), около 100 тона бяла риба (Coregonus spp.) и около 25 тона змиорка (Anguilla anguilla, (Linnaeus, 1758)).
Във Венерн се срещат две подгрупи на езерните сьомги, гюлспонгелвска и кларелвска. И двете са уникални за езерото, тъй като са се оформили от сьомгата на Балтийско море преди повече от 9000 години и никога не навлизат в морски води. В Европа има още едно езеро (Саимаа), в което се срещат езерни сьомги. И двете са големи риби, които могат да достигат на тегло до 18 kg. Особено показателно е, че световният рекорд за езерна сьомга принадлежи на Венерн (над 20 kg).
Голяма част от сладководните риби на Швеция се срещат и във Венерн. Например чудски сиг (Coregonus lavaretus, (Linnaeus, 1758)), пелед (Coregonus peled), (Coregoni nilssoni), речна пъстърва (Salmo trutta, (Linnaeus, 1758)), платика (Abramis brama, Cuvier, 1816), чил-косат (Abramis ballerus, (Linnaeus, 1758)), бабка (Abramis bjoerkna), клен (Leuciscus cephalus), мъздруга (Leuciscus idus, (Linnaeus, 1758)), распер (Aspius aspius), уклей (Alburnus alburnus, (Linnaeus, 1758)), лин (Tinca tinca), бабушка (Rutilus rutilus, (Linnaeus, 1758)), Михалца (Lota lota, (Linnaeus, 1758)), сребриста каракуда (Carassius carassius), смадок (Sander lucioperca, (Linnaeus, 1758)), речен костур (Perca fluviatilis).